# مطار الأمير عبد المحسن بن عبد العزيز
مطار الأمير عبد المحسن بن عبد العزيز آل سعود  الإقليمي أو مطار ينبع الإقليمي (إياتا: YNB، إيكاو: OEYN) أفتتح عام 2010 هو مطار إقليمي يبعد عن وسط مدينة ينبع إحدى مدن منطقة المدينة المنورة حوالي 6 كم في الاتجاه الشمالي الشرقي، وهو ثاني مطار يخدم منطقة المدينة المنورة بعد مطار الأمير محمد بن عبد العزيز الدولي بالمدينة المنورة، ويعتبر مطار الأمير عبد المحسن من أحدث المطارات الحديثة بالمملكة، والتي روعي بها جميع المتطلبات الواجب توفرها بالمطارات الحديثة، وقد أخذ في الاعتبار جمال التصميم حيث يعتبر تصميم مبنى الركاب تحفة معمارية فريدة من نوعها، ويعتبر المطار الأول محلياً الذي يستخدم به الجسور المعلقة التي تنقل المسافرين من الطائرة إلى صالات الركاب.

## خطوط وشركات الطيران
- الخطوط الجوية العربية السعودية (جدة، الرياض).
- طيران ناس (الدمام، جدة)
- الخطوط الجوية التركية (إسطنبول).
- النيل للطيران (القاهرة).
- النيل للطيران (الإسكندرية).
- نسما للطيران (القاهرة).
- طيران العربية (الشارقة)
- مصر للطيران (القاهرة)
- إير كايرو (القاهرة)
- فلاي أديل (الدمام)
- فلاي دبي (دبي)